# Ndèye Maty Ndiaye
Ndèye Maty Ndiaye est une chercheuse sénégalaise.

## Biographie
Ndèye Maty Ndiaye a été formée en sciences et technologies de l’ingénieur à l’Université Cheikh-Anta-Diop (UCAD) de Dakar où elle s'est notamment spécialisée dans les nanoparticules d’oxyde de vanadium. Elle passe son doctorat en Afrique du Sud grâce à une bourse d’études financée par l’Organization for Women in Science for the Developing World (OWSD).
Elle est depuis chercheuse postdoctorale au Laboratoire de photonique quantique, énergie, nanofabrication, dirigé par le Professeur Balla Diop Ngom de l'UCAD.
En 2021, elle est lauréate du prix pour les Femmes et la Science dans la catégorie Jeune Talent Afrique subsaharienne. Ce prix d’excellence créé en 1998 sous l'impulsion de l’UNESCO et de la Fondation L'Oréal récompense chaque année 20 femmes scientifiques africaines. La lauréate consacrera la dotation de son prix à l’achat d’équipements et de produits chimiques pour son laboratoire.
Son sujet de recherche s'inscrit dans une démarche de développement durable. Elle cherche à valoriser la biomasse de produits agricoles locaux pour s'en servir comme accumulateur en vue d'y stocker l'énergie électrique. Déjà de bons résultats ont été obtenus à partir de feuilles d'hibiscus mais des études restent nécessaires pour aboutir à un concept opérationnel. Selon le directeur de recherche, cela pourrait aboutir à « une technologie qui préserve l’environnement et apporte plus d’équité dans l’accès à une énergie propre ».
Ndèye Maty Ndiaye se donne deux objectifs :
- « résoudre le problème d’accès à l’énergie dans tous les pays en voie de développement » ;
- encourager les jeunes femmes à s'engager dans des carrières scientifiques.

## Récompenses
- 2021 : Jeune Talent Afrique subsaharienne du programme Pour les femmes et la science 2021 L’Oréal-Unesco, remis le 25 novembre au Rwanda[4].